# Witold Pronobis

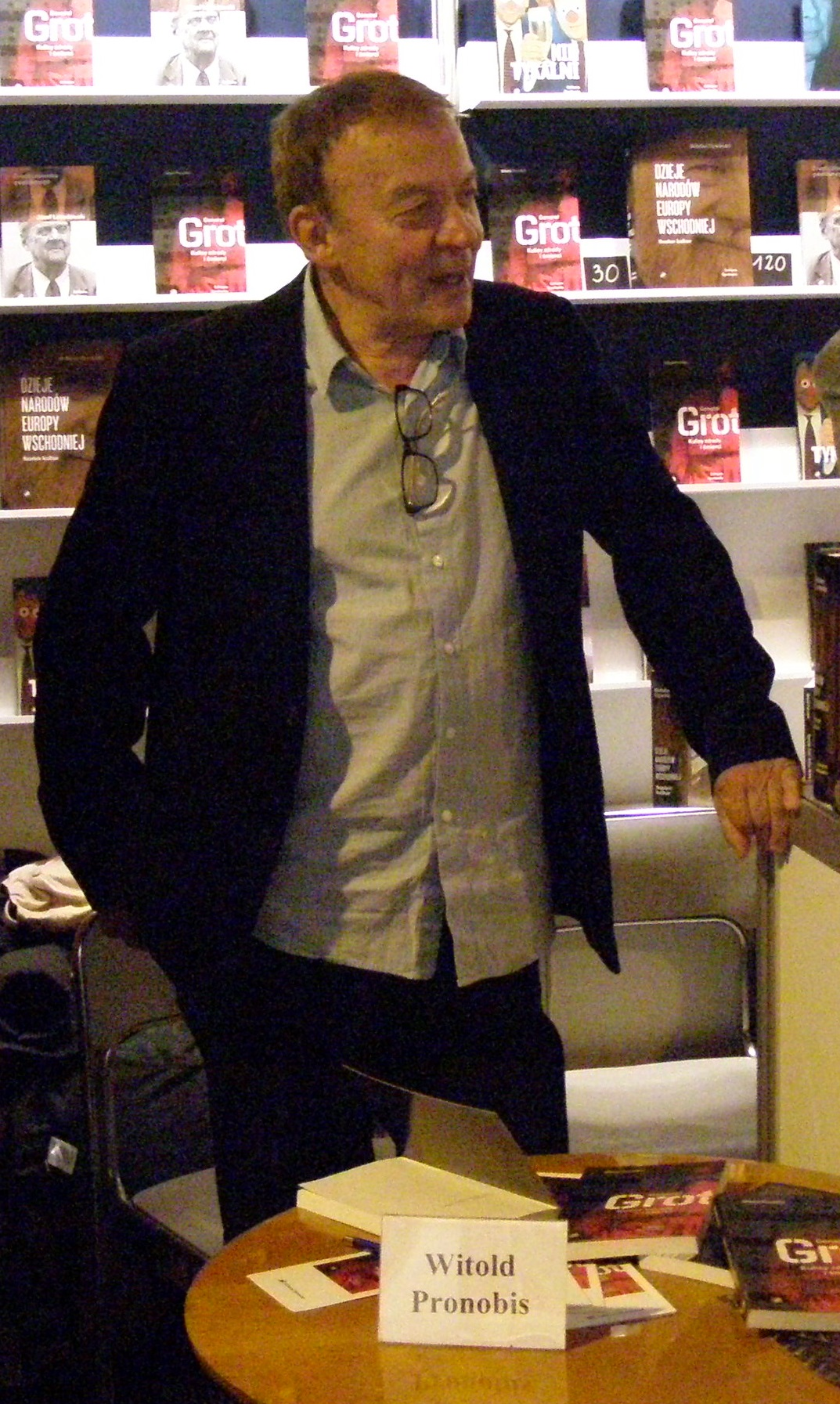
Witold Pronobis na Targach Książki Historycznej w Warszawie w 2014 roku

Witold Pronobis (ur. 1947) – polski historyk, publicysta, dziennikarz. Autor podręcznika najnowszej historii Polski i świata, z którego uczono się dziejów XX w. w pierwszych latach po upadku komunizmu oraz książki Generał „Grot”. Kulisy zdrady i śmierci. 

## Życiorys
Studiował historię na Uniwersytecie Mikołaja Kopernika w Toruniu, gdzie od 1970 r. był pracownikiem naukowym i nauczycielem akademickim. Doktoryzował się w 1976 r. na podstawie dysertacji o dziejach ziem polskich włączonych w 1939 r. do prowincji Prusy Wschodnie jako tzw. rejencja ciechanowska.
Od 1983 r. redaktor programowy i kierownik działu Polish Independent Press Unit w Radiu Wolna Europa. Stworzył tam największy zbiór polskich wydawnictw podziemnych poza granicami kraju. Redagował artykuły ukazujące się cyklicznie pod tytułem Polish Independent Press Review, które dotyczyły analizy zjawisk tzw. drugiego obiegu. Był autorem udokumentowanych audycji historycznych, m.in. o zbrodni katyńskiej i wymianie listów pomiędzy episkopatami polskiego i niemieckiego Kościoła katolickiego w 1965. Współpracował z paryską „Kulturą”, „Zeszytami Historycznymi” i innymi polskimi wydawnictwami emigracyjnymi („Widnokrąg”, kwartalnik „Libertas”, „Puls”) oraz podziemnymi w kraju. W latach 1999–2009 prowadził w Marwicach ośrodek pod nazwą Miejsce Spotkań i Dialogu Ponadgranicznego.

## Twórczość
- książki
  - (z Ryszardem Sudzińskim) Historia Polski 1918–1939 w świetle źródeł. UMK, Toruń 1982, ss. 366[3]
  - Polska i świat w XX wieku, Spotkania, Warszawa 1990, ss. 620
  - Generał „Grot”. Kulisy zdrady i śmierci, Warszawa 2014, ss. 296
  - Zrozumieć Berlin, Berlin 2020, ss. 255
- przewodniki i poradniki
  - Istria. Przewodnik turystyczny i poradnik urlopowy, Wyd. Spotkania, Warszawa 1997, ss. 180
  - Poradnik dla działaczy samorządowych w warunkach jednoczącej się Europy, Warszawa 1999
  - Wildau – Hohenlehme, Berlin 2010, ss. 54
  - Niederlehme nad rzeką Dahme. Historia i najciekawsze obiekty, Berlin 2010, ss. 24
- artykuły
  - Organizacja administracji okupacyjnej w rejencji ciechanowskiej 1939/1945, „Notatki Płockie”, nr 70 (1), 1973
  - Polityka okupanta hitlerowskiego wobec wyznań religijnych na ziemiach polskich włączonych w latach 1939–1945 do prowincji Prusy Wschodnie, w: Rozprawy z dziejów XIX i XX wieku, Toruń 1978
  - Kościół na północnym Mazowszu w latach okupacji, „Kierunki”, nr 37, 1977
  - Josef Pilsudski und die nationalsozialistische Machtergreifung in Deutschland, „Kultura”, niemieckojęzyczny numer specjalny poświęcony stosunkom niemiecko-polskim, jesień 1984, s. 140–149
  - Józef Piłsudski a Niemcy 1914–1935, Archipelag, Berlin 1985, Nr 7–8, s. 52
  - Podziemne struktury NSZZ „Solidarność 1982–1984”, „Zeszyty Historyczne”, Paryż 1985
  - Wiarygodność informacji prasy podziemnej, „Zeszyty Historyczne”, Paryż 1986 = Credibility of Information in the Underground Press, „East European Reporter”, No. 2, Londyn 1986
  - Tymczasowa Komisja Krajowa NSZZ Solidarność (22 kwietnia 1982–25 października 1987), „Kontakt”, 1–2 (69/70) styczeń – luty 1988
  - Wstęp, w: Jan Alfred Reguła, Historia Komunistycznej Partii Polski, wyd. III, Portal, Toruń 1994